# Большая Кудашка
Большая Кудашка — река в России, протекает по Башкортостану. Устье реки находится в 191 км по правому берегу реки Нугуш. Длина реки составляет 21 км.

## Данные водного реестра
По данным государственного водного реестра России относится к Камскому бассейновому округу, водохозяйственный участок реки — Нугуш от истока до Нугушского гидроузла, речной подбассейн реки — Белая. Речной бассейн реки — Кама.
Код объекта в государственном водном реестре — 10010200312111100017811.